# Karaszó
Karaszó (Cărăsău), település Romániában, a Partiumban, Bihar megyében.

## Fekvése
A Béli-hegység alatti síkságon, Tenkétől délkeletre fekvő település.

## Története
Karaszó nevét 1371-ben említette először oklevél p-es walachales Karazou inferior et superior néven.
1587-ben Alsokarazo, Felseokarazo, 1808-ban Karaszó néven írták.
A falu egykori birtokosa a váradi káptalan volt, mely itt még a 20. század elején is birtokos volt.
1851-ben Fényes Elek írta a településről:
... egyenes téren. Lakja 792 óhitü, anyatemplommal. Van 1500 hold szántóföldje és rétje, ... Birja a váradi deák káptalan, mellynek az
erdőn kivül csak 15 hold majorsága van.
1910-ben 1229 lakosából 19 magyar, 1156 román, 52 cigány volt. Ebből 1181 görögkeleti ortodox, 14 izraelita volt.
A trianoni békeszerződés előtt Bihar vármegye Tenkei járásához tartozott.

## Nevezetességek
- Görög keleti temploma - 1850-ben épült.